# Auf der Flucht (Fernsehserie)
Auf der Flucht oder auch Dr. Kimble auf der Flucht (Originaltitel: The Fugitive) ist eine US-amerikanische Krimi-Fernsehserie, die von der amerikanischen Fernsehstation ABC zwischen 1963 und 1967 erstmals ausgestrahlt wurde. Insgesamt wurden 120 Folgen in vier Staffeln gedreht.

## Handlung
Erzählt wird die Geschichte des Arztes Dr. Richard Kimble, der zu Unrecht des Mordes an seiner Frau Helen angeklagt wird. Obwohl er seine Unschuld beteuert, wird er schuldig gesprochen und zum Tode verurteilt. Auf einem Gefangenentransport gelingt es Kimble zu fliehen, unerbittlich verfolgt von dem Polizei-Lieutenant Philip Gerard, der den Mordfall bearbeitete, Kimble vor Gericht brachte und von dessen Schuld überzeugt ist. Kimble ist nun seinerseits auf der Jagd nach dem wahren Mörder, einem einarmigen Mann, den er aus dem Haus flüchten sah, als er nach Hause kommend seine Frau tot vorfand.
Quer durch Amerika führt Kimbles Flucht. Nie kommt er zur Ruhe, keinem kann er trauen, und immer lebt er in der Angst, entdeckt zu werden. Denn Kimble muss ständig neue Identitäten benutzen, um nicht erkannt zu werden. Und neben der Unterstützung durch Freunde, trifft Kimble immer wieder auch auf fremde Menschen, die ihm bei seiner abenteuerlichen Suche nach dem Einarmigen behilflich sind. Auf einer der vielen Stationen seiner Flucht erfährt Kimble endlich den Namen des Einarmigen. Und tatsächlich ist Kimble dem Verdächtigen Fred Johnson ziemlich oft sehr dicht auf der Spur. In der Finalfolge der Serie kommt es nach einem dramatischen Höhepunkt letztlich zum Abschluss von Kimbles vier lange Jahre andauernder Flucht. Und Richard Kimble darf endlich wieder als freier Mann den Gerichtssaal verlassen.

## Hintergrund
Die Serie nimmt sich den realen Kriminalfall des Mediziners Sam Sheppard, der möglicherweise zu Unrecht des Mordes an seiner Frau verurteilt wurde, zum Vorbild. Sie war national wie international sehr erfolgreich und machte David Janssen weltberühmt. Als am 29. August 1967 in den USA die letzte Episode ausgestrahlt wurde, in welcher Kimble den wahren Täter endlich stellt, lag die Einschaltquote bei stolzen 71 %.
Gerard-Darsteller Barry Morse erhielt seinerzeit von Fans, die Fiktion und Realität nicht auseinanderhalten konnten, viele Zuschriften, in denen er aufs übelste beschimpft und aufgefordert wurde, Dr. Kimble in Ruhe zu lassen.

## DVD-Veröffentlichung
Die Serie ist 2013 bei Weltbild auf DVD als Komplettbox erschienen, wobei 45 der 120 enthaltenen Folgen nur im Originalton mit deutschen Untertiteln vorliegen, da diese in Deutschland nicht ausgestrahlt und daher auch nicht synchronisiert wurden.

## Neuverfilmungen
1993 verfilmte Andrew Davis die Geschichte von Dr. Kimble und seiner Flucht unter dem Titel Auf der Flucht (The Fugitive) mit Harrison Ford und Tommy Lee Jones in den Hauptrollen.
Ebenso gibt es eine neue Fassung der Fernsehserie (CBS, 2000–2001) des gleichen Namens (Auf der Flucht – Die Jagd geht weiter), mit Timothy Daly als Dr. Kimble, Mykelti Williamson als Gerard, und Stephen Lang als Einarmigem. CBS setzte die Serie jedoch bereits nach einer Staffel wieder ab.
2020 folgte mit The Fugitive eine weitere Serie. In den Hauptrollen sind Boyd Holbrook und Kiefer Sutherland zu sehen, die Regie übernahm Stephen Hopkins.

## Trivia
Die Metal-Band Iron Maiden bezog sich mit ihrem Song The Fugitive vom Album Fear of the Dark auf die Serie.
Auf dem 1983 erschienen Album Odyssee von Udo Lindenberg befindet sich das Lied 'Dr. Kimble auf der Flucht".
In der Fernsehserie Alf vergleicht sich Alf, als er zu Unrecht beschuldigt wird, die Katze der Tanners gefressen zu haben, mit Dr. Kimble auf der Flucht (Folge 1/3). Er begibt sich anschließend auf die Suche nach dem Kater „Lucky“.